# Успение Богородично (Ботун)
„Успение на Пресвета Богородица“ или „Света Богородица“ (на македонска литературна норма: „Света Богородица“, „Успение на Пресвета Богородица“) е възрожденска църква в охридското село Ботун, Северна Македония. Църквата е част от Охридското архиерейско наместничество на Дебърско-Кичевската епархия на Македонската православна църква – Охридска архиепископия.

## Местоположение
Църквата е гробищен и главен храм на селото и е разположена в Горната махала на северозапад от центъра, на стръмно възвишение.

## История
Църквата е разположена на по-старо култово място, за което свидетелстват многобройни гробни конструкции от средновековието.
Според надписа е изградена в 1895 година от „Кръсте и Костадин братя, синове на Никола от Лазарополе“. Иконостасът е от 1871 година, а вътрешната живопис частично е прерисувана в 1972 година.

## Описание
В архитектурно отношение е голям еднокорабен храм, граден от камък и варов хоросан. Венците под покрива са от бигор, както и апсидата, която е единадесеттостранна, засводена с полуобъл свод, върху който се издига покрив на четири води. Иконостасът е великолепен с дванадесетина икони. Изработен е в 1871 година.
От прекрасната живопис се отличава композицията Седмочислениците на южния зид от олтарното пространство. Разположението на фигурите и именуването им е напълно оригинално – като централна личност е изписан Климент Охридски, а около него са Сава Охридски, Наум Охридски, Кирил Солунски, Методий Охридски, Ангеларий Германски и Горазд.